# Термична обработка на металите
Термичната обработка на металите е технологичен процес в металообработването, при който се цели постигане на желана структура, а оттам и на желани якостни и механични свойства на сплавта или метала. На термична обработка се подлагат черни и цветни метали и техните сплави. Загряването се извършва в пещи или солни вани, а охлаждането – свободно на въздух или чрез потапяне в масло или вода. При термичната обработка се променя структурата и свойствата на метала, без да се променя неговата форма. Когато по време на термообработката настъпва и целенасочено дифузионно обогатяване на повъхностния слой с легиращ елемент, говорим за химико-термична обработка.

## Същност на процеса
Основните параметри са температурата, до която се нагрява металът, продължителността на задържането при съответната температура и скоростта на охлаждането. Това се онагледява с време-температурни криви, които са различни за различните сплави и за видовете термична обработка. Винаги се изхожда от фазовата диаграма на състоянието на съответната сплав. В зависимост от температурата на нагряване, термичната обработка може да протече със или без фазова прекристализация.

## Параметри на процеса
- Температура: изключително важен параметър за правилното протичане на технологичния процес. Температурите на нагряване вж. по-долу в текста за отделните видове термообработка.
- Време на задържане: достатъчно за прогряване на целия детайл. Удължаването му води до уедряване на металните зърна (неблагоприятен технологичен фактор) и е икономически неизгодно.
- Скорост на охлаждане: определя се от вида термообратка. При закаляване детайлите се потапят в охлаждаща среда, а при отвръщане или отгряване – изстиват на въздух.

## Основни видове термобработка на стомани
- Закаляване. Загряване на детайла до аустенитната област, обикновено 20-30 °C над линията G-S-E, която съответства на критичната точка A3 от желязо-въглеродната диаграма. Следва прогряване и бързо охлаждане във вода или масло. Целта е получаване на мартензитна структура, която се отличава с висока повъръхностна твърдост.
- Отвръщане. Задължителен процес, на който се подлагат закалени въглеродни и легирани стомани. Целта е снемане на вътрешните напрежения в мартензита, които водят до крехкост на материала. След отвръщане детайлът има допустимо по-ниска твърдост, но по-добра ударна якост. Обикновено отвръщането на нисковъглеродни и цементуеми стомани се извършва при 180 – 200 °C, а на средновъглеродни и легирани стомани – при по-високи температури (350 – 500 °C). След отвръщане детайлите се оставят да изстинат бавно на въздух.
- Отгряване – включва много различни технологии, които могат да се разделят на две основни групи:

– Отгряване от I род (без фазова прекристализация) – цели да отстрани неравновесното състояние, възникнало в структурата от предишни технологични операции. То обикновено включва нагряване, задържане при температура по-ниска от тази на фазовите превръщания и бавно охлаждане.
– Отгряване от II род (с фазова прекристализация) – протичат дифузионни процеси на превръщане при нагряване над критичните точки A1 или A3. Получава се структура, която е близка до равновесната с минимални вътрешни напрежения.